# Шампорше
Шампорше (фр. Champorcher) — муніципалітет в Італії, у регіоні Валле-д'Аоста.
Шампорше розташоване на відстані близько 570 км на північний захід від Рима, 27 км на південний схід від Аости.
Населення — 387 осіб (2014).
Щорічний фестиваль відбувається 6 грудня. Покровитель — Святий Миколай.

## Демографія
Населення за роками:

Станом на 1 січня 2023 року в муніципалітеті офіційно проживало 11 іноземців з 6 країн, серед них 5 громадян країн Євросоюзу.

## Сусідні муніципалітети
- Шамдепра
- Конь
- Феніс
- Іссонь
- Понбозе
- Вальпрато-Соана
- Віко-Канавезе